# Campsall
Campsall är en ort i civil parish Norton, i distriktet Doncaster i Storbritannien. Den ligger i grevskapet South Yorkshire och riksdelen England, i den centrala delen av landet, 240 km norr om huvudstaden London. Campsall ligger 15 meter över havet och antalet invånare är 2 041. Campsall var en civil parish fram till 1938 när blev den en del av Norton. Civil parish hade 260 invånare år 1931. Byn nämndes i Domedagsboken (Domesday Book) år 1086, och kallades då Cansale.
Terrängen runt Campsall är platt, och sluttar österut. Runt Campsall är det tätbefolkat, med 493 invånare per kvadratkilometer. Närmaste större samhälle är Doncaster, 11,2 km söder om Campsall. Trakten runt Campsall består till största delen av jordbruksmark.